# Chloé Maigre
Chloé Maigre est une gymnaste aérobic et gymnaste artistique française née le 24 décembre 1974 à Niamey.

## Palmarès

### Jeux olympiques
- JO de 1992 (gymnastique artistique), à Barcelone, Espagne
  - par équipe: 8e
  - concours général: 32e

### Championnats du monde de gymnastique aérobic
- 1997 à Perth, (Australie)
  -  en Solo
- 1996 à La Haye, (Pays-Bas)
  -  en Solo

### Championnats de France de gymnastique aérobic
- 4 titres en Solo, de 1995 à 1998
- 2 titres en Duo, en 1995 et 1996, avec Alain Courte

### Championnats de France de gymnastique artistique
- 1 titre en concours général individuel en 1992